# Keira Knightley
Keira Christina Knightley (IPA: [ˌkɪəɹə kɹɪˈstinə ˈnaɪtli]; Londra, 26 marzo 1985) è un'attrice britannica.
Nel corso della sua carriera è stata candidata a due Premi Oscar, quattro Golden Globe, tre Premi BAFTA, due Screen Actors Guild Awards, quattro Critics Choice Awards e a un Laurence Olivier Award.
Dopo aver lavorato in alcune piccole produzioni, ottiene il suo primo ingaggio importante quando George Lucas la scrittura nel ruolo di Sabé in Star Wars: Episodio I - La minaccia fantasma (1999). Ha ottenuto il riconoscimento pubblico grazie al successo della commedia inglese Sognando Beckham (2002), della quale era coprotagonista. L'anno seguente prende parte, accanto a Johnny Depp, Orlando Bloom e Geoffrey Rush, al film La maledizione della prima luna (2003), primo capitolo della saga Pirati dei Caraibi, grazie al quale si afferma definitivamente nel panorama cinematografico. Ha ricevuto, a soli 21 anni, la sua prima candidatura al Golden Globe per la migliore attrice in un film commedia o musicale e al Premio Oscar come migliore attrice protagonista per il ruolo di Elizabeth Bennet nel film Orgoglio e pregiudizio (2005).
Nel 2008 ha ricevuto la sua seconda candidatura al Golden Globe per la migliore attrice in un film drammatico e al BAFTA alla migliore attrice protagonista per la sua interpretazione nel film Espiazione. I suoi ruoli successivi di maggior rilievo, includono il film Anna Karenina (2012), il film musicale Tutto può cambiare (2014) e il film biografico The Imitation Game (2014), per il quale ha ricevuto due candidature allo Screen Actors Guild Award, al Premio BAFTA e al Premio Oscar come miglior attrice non protagonista. Ha in seguito interpretato il ruolo della protagonista nei film Colette (2018) e  Lo strangolatore di Boston (2023) e nella serie televisiva Black Doves (2024), per la quale ha ricevuto la sua quarta candidatura al Golden Globe come miglior attrice in una serie drammatica.
Secondo la rivista Forbes, nel 2008 è stata la seconda attrice più pagata di Hollywood con un guadagno di 32 milioni di dollari.

## Biografia
Keira nasce a Londra il 26 marzo 1985, figlia di Will Knightley, attore teatrale e televisivo, e Sharman Macdonald, sceneggiatrice. Ha un fratello maggiore, Caleb, nato nel 1979. Nel 2015, durante un'intervista alla rivista Elle, dichiara che il suo nome doveva essere scritto "Kira", in onore della pattinatrice russa Kira Ivanova, di cui suo padre era ammiratore, ma la madre ha sbagliato a scrivere il nome quando è andata a registrare sua figlia, scrivendo una "e" prima della "i".
Keira comincia in tenera età ad avere interesse per la recitazione, tanto da avere il suo primo agente a soli sei anni. Essendo dislessica, Keira ha dichiarato che da adolescente ha dovuto indossare degli occhiali speciali che l'aiutassero nella lettura e ha anche confessato di aver studiato i libri a memoria ascoltando le registrazioni in modo da risultare preparata mentre leggeva.

### Gli inizi
Dati i buoni risultati scolastici, le viene permesso di recitare in piccole produzioni: a nove anni esordisce nel film TV A Village Affair, a cui seguono numerose apparizioni in altre, fino a quando viene scelta per il ruolo di Sabé nel film Star Wars Episodio I - La minaccia fantasma (1999) di George Lucas, grazie alla forte somiglianza con l'attrice protagonista Natalie Portman.

### Il successo internazionale

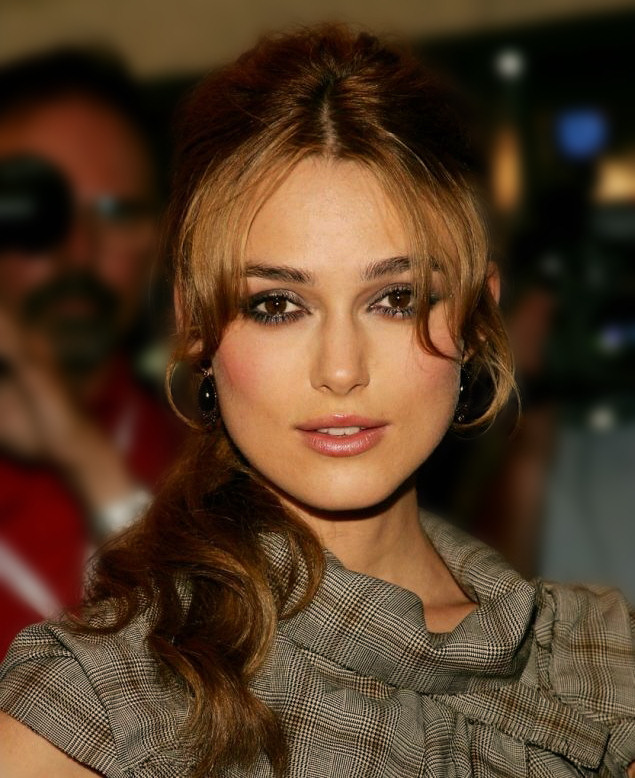
Keira Knightley al Toronto International Film Festival 2005

Dopo The Hole (2001), nel 2002 è una dei protagonisti di Sognando Beckham, commedia che ha riscosso un grande successo di pubblico in Inghilterra, portando Keira alla notorietà. Segue il ruolo della volitiva Elizabeth Swann nell'avventuroso La maledizione della prima luna (2003) di Gore Verbinski, accanto a Johnny Depp e Orlando Bloom, suo esordio hollywoodiano ed enorme successo commerciale, che la rivela come una delle attrici più promettenti della sua generazione.
Indicata da molti come la nuova Julia Roberts, dotata di grande presenza scenica e notevole espressività, Keira interpreta nel 2004 un'inedita Ginevra nel kolossal King Arthur di Antoine Fuqua, insuccesso al box-office, ma successo personale dell'attrice, apprezzata dalla critica. Sempre più lanciata nello star-system, partecipa al corale Love Actually di Richard Curtis, nel ruolo di Juliet ed è la misteriosa Jackie nel thriller The Jacket di John Maybury, al fianco di Adrien Brody.
Nel 2005 la prima prova da protagonista assoluta, che la afferma come importante star di Hollywood, in Orgoglio e pregiudizio di Joe Wright, tratto dall'omonimo romanzo di Jane Austen, affiancata ad attori del calibro di Brenda Blethyn, Judi Dench e Donald Sutherland. Per questa interpretazione, a soli 20 anni, viene candidata sia ai Golden Globe sia agli Oscar. Lo stesso anno è protagonista in Domino di Tony Scott, nel ruolo della cacciatrice di taglie Domino Harvey. Nel 2006 torna a vestire i panni di Elizabeth Swann nel sequel de La maledizione della prima luna, Pirati dei Caraibi - La maledizione del forziere fantasma, e nuovamente nel 2007 nel terzo film della fortunata saga: Pirati dei Caraibi - Ai confini del mondo.
Nello stesso anno la si rivede sul grande schermo in Espiazione, sempre diretta da Joe Wright, trasposizione dall'omonimo best seller di Ian McEwan. Il film, che apre la 64ª Mostra di Venezia, la vede protagonista accanto a James McAvoy, Vanessa Redgrave e Brenda Blethyn. Il complesso ruolo di Cecilia le vale la seconda nomination ai Golden Globe della sua carriera. Il vestito verde che l'attrice indossa nel film è stato definito dalla rivista InStyle "l'abito migliore di tutti i tempi" nella storia del cinema.
Nel settembre 2007 è diventata la nuova testimonial del profumo Coco Mademoiselle, della nota casa di moda Chanel, sostituendo Kate Moss.

### Dal 2008 a oggi
Il 2008 la vede protagonista di due film: The Edge of Love di John Maybury, sulla vita del poeta gallese Dylan Thomas, accanto all'amica Sienna Miller e a Cillian Murphy, e La duchessa, al fianco di Ralph Fiennes, tratto dalla biografia di Amanda Foreman su Georgiana Spencer, duchessa del Devonshire, vissuta nel XVIII secolo e antenata di lady Diana Spencer.

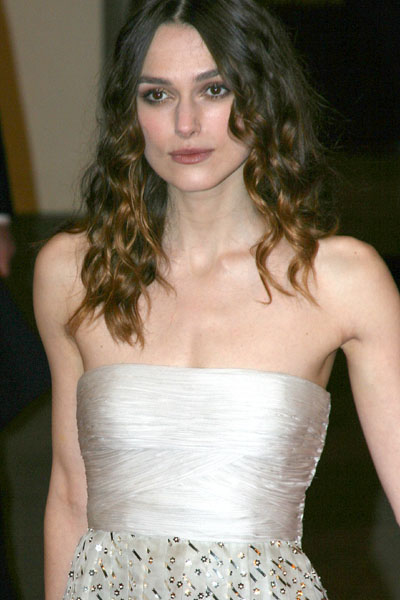
Keira Knightley ai premi BAFTA 2008

Dopo una pausa di un anno, come aveva più volte annunciato, la Knightley è tornata sul set a fine 2008 per il film Last Night, accanto a Guillaume Canet ed Eva Mendes, mentre nell'aprile 2009 ha recitato in Non lasciarmi, trasposizione cinematografica dell'omonimo romanzo di Kazuo Ishiguro, entrambi i film uscirono tra settembre e ottobre 2010. Saltata invece la trasposizione cinematografica di Re Lear di William Shakespeare, nei panni di Cordelia, la figlia più piccola del re shakespeariano, interpretato da Anthony Hopkins: il cast avrebbe compreso anche Gwyneth Paltrow e Naomi Watts.
Nel 2011 prende parte al film biografico A Dangerous Method, diretto da David Cronenberg. Il film, ambientato tra Zurigo e Vienna alla vigilia della prima guerra mondiale, si basa sui rapporti turbolenti tra lo psichiatra Carl Gustav Jung (Michael Fassbender), il suo mentore Sigmund Freud (Viggo Mortensen), il loro collega Otto Gross (Vincent Cassel) e Sabina Spielrein (Knightley), una donna bella e tormentata, che si frappone tra loro, instaurando una relazione amorosa con il primo di questi ma anche una delle madri della psichiatria moderna, fondatrice degli asili bianchi in Russia.
Alla fine di settembre 2011 prende parte come protagonista al progetto di Joe Wright, nel film tratto dal romanzo di Lev Tolstoj dal titolo omonimo Anna Karenina. Il rilascio nel circuito cinematografico è avvenuto nel novembre 2012. È ancora testimonial della casa di moda Chanel, inoltre è la protagonista dello spot pubblicitario del profumo Coco Mademoiselle dove ricopre il ruolo di una giovane Coco Chanel. Nel marzo del 2013 vengono annunciati cinque cortometraggi per l'anniversario dei 100 anni della casa di moda, nei quali è protagonista. I film sono stati diretti da Karl Lagerfeld e parlano degli esordi di Coco Chanel sulla scena dell'alta moda.
Nel 2013 è protagonista di due film: Tutto può cambiare, dove veste i panni di Greta, giovane donna che si ritrova sola a New York dopo esser stata mollata dal fidanzato, un noto musicista; nel cast anche Adam Levine e Mark Ruffalo. L'anno successivo è protagonista del thriller Jack Ryan - L'iniziazione, accanto a Chris Pine, e in The Imitation Game, dove interpreta una crittologa accanto a Benedict Cumberbatch. Quest'ultima interpretazione le permette di ricevere diverse nomination, tra le quali una ai Golden Globe, una ai BAFTA e una agli Oscar per la migliore attrice non protagonista.
Nel 2015 viene scelta come testimonial della linea di rossetti Chanel Coco Rouge. Nel mese di settembre è nel cast di Everest, film che ricostruisce una disastrosa spedizione sul monte Everest. Il mese successivo esordisce a Broadway nel ruolo di Thérèse Raquin, protagonista dell'omonima pièce tratta dal romanzo di Émile Zola.
Nel 2016 esce nelle sale Collateral Beauty, commedia drammatica che la vede accanto a un cast stellare: Will Smith, Edward Norton, Naomie Harris, Helen Mirren e Kate Winslet. L'anno successivo torna a interpretare Elizabeth Swann nel quinto capitolo dei Pirati dei Caraibi, intitolato Pirati dei Caraibi - La vendetta di Salazar, prendendone parte in un breve cameo che la vede riunirsi con il compagno di set di vecchia data Orlando Bloom. Nel 2017 entra nel cast del film Disney Lo schiaccianoci e i quattro regni, accanto a Morgan Freeman e Helen Mirren. Nella pellicola, in uscita nel novembre 2018, ricopre il ruolo della fata confetto.
Il 20 gennaio 2018 presenta al Sundance Film Festival 2018 la pellicola Colette, film biografico che racconta la vita dell'omonima scrittrice e attrice teatrale francese. Nel 2019 recita ne La conseguenza, adattamento cinematografico del romanzo del 2013, The Aftermath, scritto da Rhidian Brook. Ricopre il ruolo di Rachael Morgan, giovane donna che nell'inverno del 1946 raggiunge il marito ad Amburgo, ma dopo aver conosciuto Stefan le loro vite prendono una direzione diversa, infatti si allontana sempre di più dal marito avvicinandosi a Stefan. Nello stesso anno ricopre il ruolo di Katharine Gun, impiegata dei servizi di spionaggio britannici accusata di aver violato la legge sui segreti ufficiali, nel thriller politico Official Secrets - Segreto di stato, basato su una storia vera e tratto dal libro The Spy Who Tried to Stop a War.

## Vita privata
Nel maggio 2012 si fidanza con James Righton, tastierista della rock band Klaxons. Il 4 maggio 2013 la coppia si è sposata nella proprietà di famiglia in Provenza. La coppia ha due figlie.

## Filmografia

### Cinema

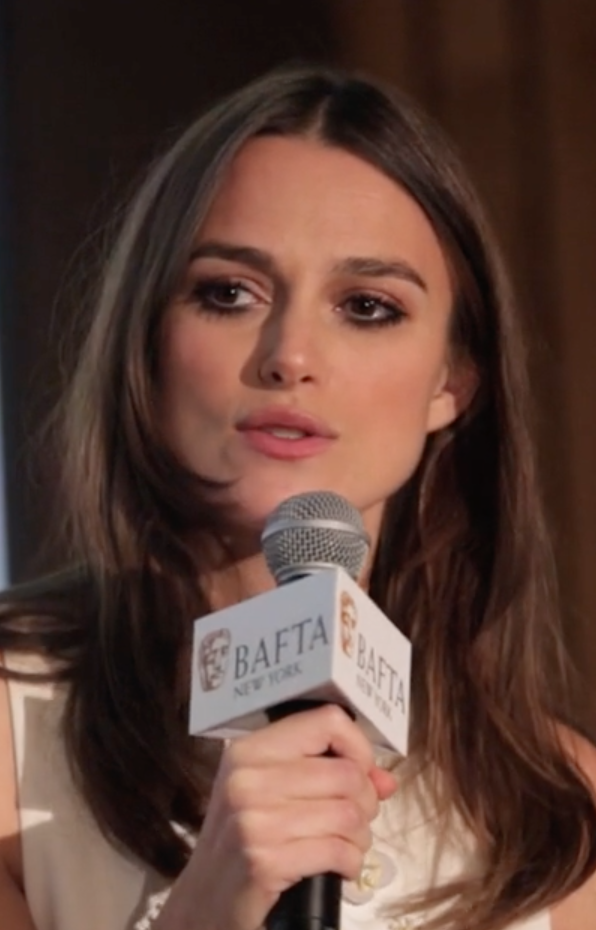
Keira Knightley nel 2015

- Intrigo perverso (Innocent Lies), regia di Patrick Dewolf (1995)
- Star Wars: Episodio I - La minaccia fantasma (Star Wars Episode I: The Phantom Menace), regia di George Lucas (1999)
- The Hole, regia di Nick Hamm (2001)
- Sognando Beckham (Bend It Like Beckham), regia di Gurinder Chadha (2002)
- Pantaloncini a tutto gas (Thunderpants), regia di Peter Hewitt (2002) - non accreditata
- Pure, regia di Gillies MacKinnon (2002)
- La maledizione della prima luna (Pirates of the Caribbean: The Curse of the Black Pearl), regia di Gore Verbinski (2003) – Elizabeth Swann
- Love Actually - L'amore davvero (Love Actually), regia di Richard Curtis (2003)
- King Arthur, regia di Antoine Fuqua (2004)
- Stories of Lost Souls, regia di Col Spector (2005)
- The Jacket, regia di John Maybury (2005)
- Orgoglio e pregiudizio (Pride & Prejudice), regia di Joe Wright (2005)
- Domino, regia di Tony Scott (2005)
- Pirati dei Caraibi - La maledizione del forziere fantasma (Pirates of the Caribbean: Dead Man's Chest), regia di Gore Verbinski (2006) – Elizabeth Swann
- Pirati dei Caraibi - Ai confini del mondo (Pirates of the Caribbean: At World's End), regia di Gore Verbinski (2007) – Elizabeth Swann
- Espiazione (Atonement), regia di Joe Wright (2007)
- Seta (Silk), regia di François Girard (2007)
- The Edge of Love, regia di John Maybury (2008)
- La duchessa (The Duchess), regia di Saul Dibb (2008)
- Non lasciarmi (Never Let Me Go), regia di Mark Romanek (2010)
- Last Night, regia di Massy Tadjedin (2010)
- London Boulevard, regia di William Monahan (2010)
- A Dangerous Method, regia di David Cronenberg (2011)
- Cercasi amore per la fine del mondo (Seeking a Friend for the End of the World), regia di Lorene Scafaria (2012)
- Anna Karenina, regia di Joe Wright (2012)
- Stars in Shorts, registi vari (2012)
- Tutto può cambiare (Begin Again), regia di John Carney (2013)
- Jack Ryan - L'iniziazione (Jack Ryan: Shadow Recruit), regia di Kenneth Branagh (2014)
- Dimmi quando (Laggies), regia di Lynn Shelton (2014)
- The Imitation Game, regia di Morten Tyldum (2014)
- Everest, regia di Baltasar Kormákur (2015)
- Collateral Beauty, regia di David Frankel (2016)
- Pirati dei Caraibi - La vendetta di Salazar (Pirates of the Caribbean: Dead Men Tell No Tales), regia di Joachim Rønning e Espen Sandberg (2017) – cameo; Elizabeth Swann
- Colette, regia di Wash Westmoreland (2018)
- Lo schiaccianoci e i quattro regni (The Nutcracker and the Four Realms), regia di Lasse Hallström e Joe Johnston (2018)
- La conseguenza (The Aftermath), regia di James Kent (2019)
- Berlin, I Love You, registi vari (2019)
- Official Secrets - Segreto di stato (Official Secrets), regia di Gavin Hood (2019)
- Il concorso (Misbehaviour), regia di Philippa Lowthorpe (2020)
- Charlotte, regia di Tahir Rana e Éric Warin (2021) (voce)
- Silent Night, regia di Camille Griffin (2021)
- Lo strangolatore di Boston (Boston Strangler), regia di Matt Ruskin (2023)

### Televisione
- Screen One – serie TV, episodio 5x04 (1993)
- A Village Affair, regia di Moira Armstrong – film TV (1995)
- The Bill – serie TV, episodio 11x39 (1995)
- The Treasure Seekers, regia di Juliet May – film TV (1996)
- Rosamunde Pilcher: Ritorno a casa (Coming Home), regia di Giles Foster – miniserie TV (1998)
- Oliver Twist, regia di Renny Rye – miniserie TV (1999)
- Gwyn - Principessa dei ladri (Princess of Thieves), regia di Peter Hewitt – film TV (2001)
- Zivago (Doctor Zhivago), regia di Giacomo Campiotti – miniserie TV (2002)
- Black Doves – serie TV (2024)

### Cortometraggi
- Deflation, regia di Roger Ashton-Griffiths (2001)
- The Seasons Alter, regia di Roger Lunn (2002)
- The Continuing and Lamentable Saga of the Suicide Brothers, regia di Arran Brownlee e Corran Brownlee (2009)
- Steve, regia di Rupert Friend (2010)
- Red Nose Day Actually, regia di Richard Curtis, Mat Whitecross (2017)

### Doppiatrice
- Gaijin, regia di Fumi Inoue – cortometraggio (2003)
- Robbie the Reindeer in Close Encounters of the Herd Kind, regia di Donnie Anderson – cortometraggio (2007)
- Neverland - La vera storia di Peter Pan (Neverland), regia di Nick Willing – miniserie TV (2011)
- Il Cercasuoni (The Sound Collector) – serie animata (2023)

## Teatro
- Il misantropo di Molière, regia di Thea Sharrock, Harold Pinter Theatre di Londra (2009)
- La calunnia di Lillian Hellman, regia di Ian Rickson, Harold Pinter Theatre di Londra (2011)
- Thérèse Raquin, da Émile Zola, regia di Evan Cabnet, Roundabout Theatre Company di Broadway (2015)

## Riconoscimenti
L'attrice nel corso della sua carriera ha ottenuto varie candidature ai premi più prestigiosi, tra cui due agli Oscar e ai BAFTA e quattro ai Golden Globe.

## Doppiatrici italiane
Nelle versioni in italiano dei suoi film, Keira Knightley è stata doppiata da:
- Myriam Catania in The Hole, Zivago, La maledizione della prima luna, King Arthur, Stories of Lost Souls, The Jacket, Orgoglio e pregiudizio, Pirati dei Caraibi - La maledizione del forziere fantasma, Pirati dei Caraibi - Ai confini del mondo, Espiazione, Seta, The Edge of Love, Last Night, London Boulevard, Cercasi amore per la fine del mondo, Anna Karenina, Tutto può cambiare, Jack Ryan - L'iniziazione, Dimmi quando, The Imitation Game, Everest, Colette, La conseguenza, Black Doves
- Federica De Bortoli in Star Wars: Episodio I - La minaccia fantasma, A Dangerous Method, Lo schiaccianoci e i quattro regni, Official Secrets - Segreto di stato, Il concorso, Lo strangolatore di Boston
- Selvaggia Quattrini in Sognando Beckham, Domino, La duchessa, Berlin, I Love You
- Domitilla D'Amico in Love Actually - L'amore davvero, Non lasciarmi, Collateral Beauty
- Stella Musy in Gwyn - Principessa dei ladri
- Azzurra Antonacci in Rosamunde Pilcher: Ritorno a casa

Da doppiatrice è sostituita da:
- Federica De Bortoli in Neverland - La vera storia di Peter Pan
- Carolina Crescentini ne Il Cercasuoni